# 칸다울레스

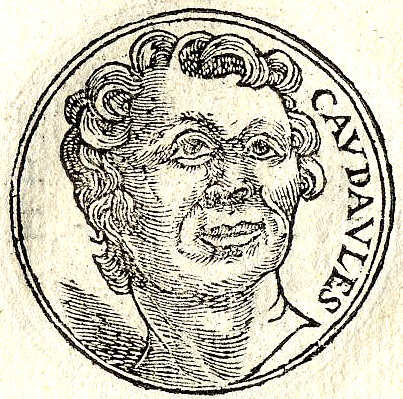
칸다울레스

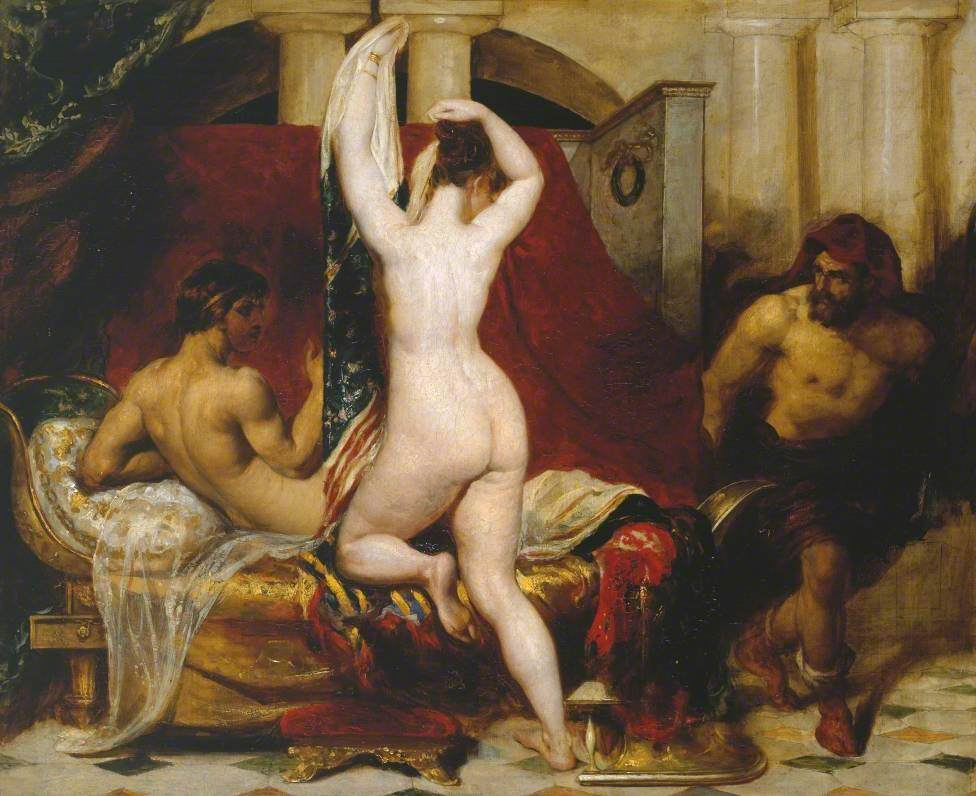
칸다울레스는 그의 아내를 기게스와 밀회시켰다.

칸다울레스(그리스어: Κανδαύλης, Candaules)는 미르실로스로 알려져 있다. 그는 고대 리디아의 왕(재위: 기원전 735년 ~기원전 718년)이었다. 그는 멜레스를 계승하였는데 리디아의 왕위를 기게스가 승계하였다.
칸다울레스의 헤라클레스 왕조가 어떻게 끝나고 기게스의 메르나드 왕조가 시작하였는지에 관한 여러 이야기를, 여러 작가들이 전설로 기록하였다. 플라토는 기게스는 마법의 반지를 사용하여 투명인간이 되어 왕좌를 찬탈하였다고 하였다. 칸다울레스는 그의 아내를 배반하고 처형하였다고 한다.

## 같이 보기
- 테세우스
- 켄타우로스
- 칸달리즘